# Comtat de Champaign
El Comtat de Champaign és un comtat dels Estats Units a l'estat d'Illinois. Segons el cens de 2010, té una població de 201.081, fet que suposa un increment de l'11,9% a partir de 179.669 a 2000. És el desè comtat més poblat d'Illinois. La seva seu està a Urbana. El Comtat de Champaign forma part de l'àrea metropolitana de Champaign-Urbana. Al comtat hi ha diversos aeroports: University of Illinois Willard Airport (CMI) - Champaign-Urbana; Rantoul National Aviation Center (Frank Elliott Field) (TIP) - Rantoul; i Frasca Field (C16) - Urbana.

## Història

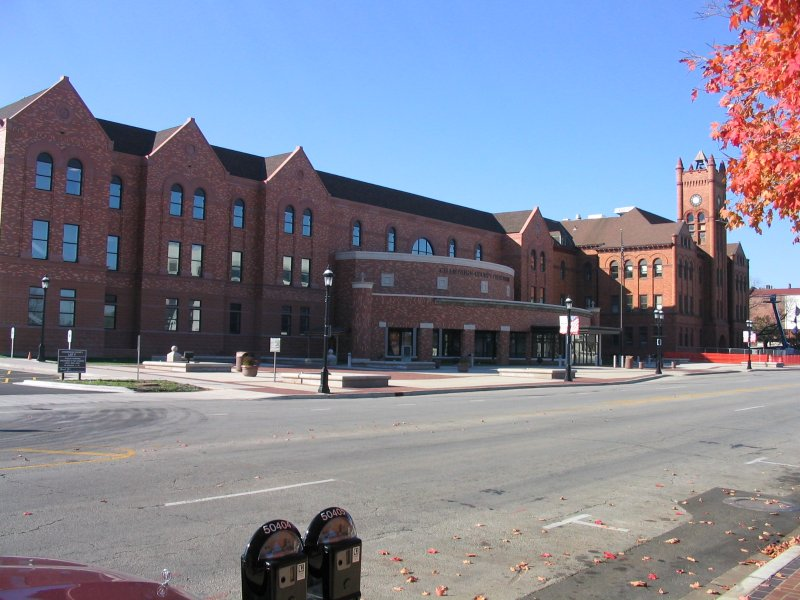
Jutjats del Comtat de Champaign a Urbana

El Comtat de Champaign es creà el 1833, havent estat abans formava part del comtat de Vermilion. La seu del comtat i el comtat van ser anomenats pel Comtat de Champaign (Ohio) i Urbana (Ohio), respectivament, lloc d'origen del legislador d'Illinois que patrocinà el projecte de llei per crear el comtat. El desenvolupament de la comarca va ser fomentat en gran manera per l'arribada de la Subdivisió de Chicago de la companyia ferroviària Illinois Central Railroad, i encara més amb la creació de la University of Illinois at Urbana–Champaign. Més tard, el comtat també té un aeroport (University of Illinois Willard Airport). La part nord de la comarca va experimentar un retrocés econòmic i demogràfic amb el tancament del centre de formació de l'Exèrcit de l'Aire dels Estats Units a la base de Chanute en la dècada de 1990. En les eleccions presidencials de 2004, fou un 15 dels 102 comtats d'Illinois, on John Kerry va rebre una majoria dels vots (50,98%).

## Geografia

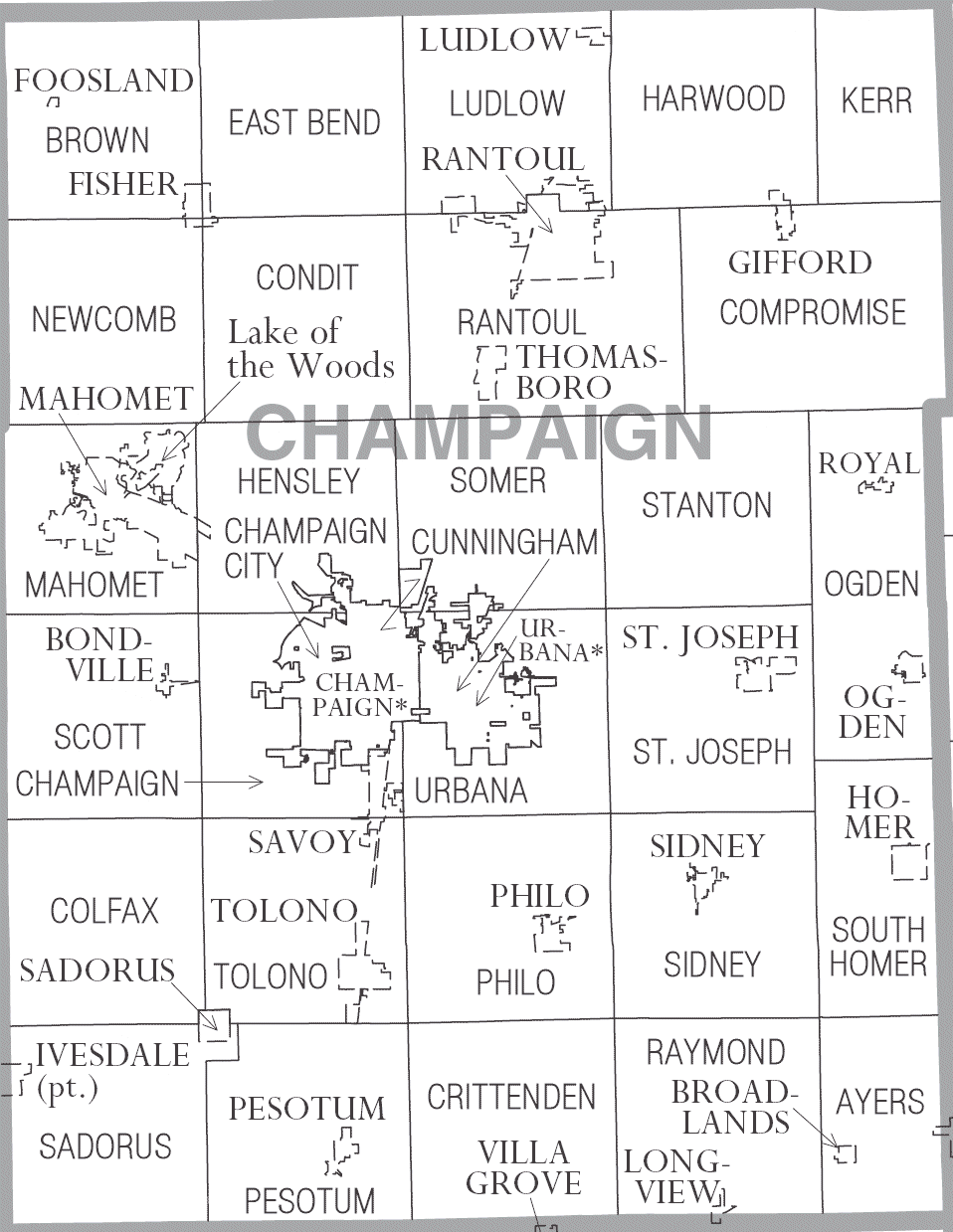
Mapa representant els townships i les poblacions dins del comtat

D'acord amb el cens del 2010, el comtat té una superfície de 998,39 milles quadrades (2,585.8 km²), de les quals 996.27 milles quadrades (2.580,3 km², un 99,79%) és terra ferma 2,13 milles quadrades (5,5 km²) (un 0,21%) està cobert d'aigua.
El Comtat de Champaign limita amb el Comtat de Ford (nord), Comtat de Vermilion (est), el Comtat d'Edgar (sud-est), el Comtat de Douglas (sud), el Comtat de Piatt (oest), i el Comtat de McLean (nord-oest).
Com que el Comtat de Champaign és en un altiplà gran i molt pla, que pràcticament no té drenatge natural, per la qual cosa gran part del Comtat hi ha aiguamolls fins es van construir recs de drenatge, a partir de la dècada de 1870. Això es va traduir en una alta incidència de la malària abans de finals del segle xix.
La topografia del comtat de Champaign va ser formada per la glacera de Wisconsin prop de 20.000 anys BP. Grans masses de gel provinents del que avui és el llac Michigan creuaven la comarca, creant una profunda pila de terra glacial, fins a 300 metres de gruix, cobert per nombroses morrenes.
El Comtat de Champaign és a la línia divisòria entre els rius Ohio i Mississipi. Els rius flueixen fora del Comtat de Champaign a l'est, oest i sud. El riu Kaskaskia té el seu origen al nord-oest de Champaign, el drenatge de la zona oest d'aquesta ciutat. El Kaskaskia flueix cap al sud-oest, unint-se al Mississipi al sud de St. Louis.
D'altra banda, el riu Embarras, drena la porció centre - sud de l'àrea metropolitana de Champaign-Urbana, originari del sud-est de Champaign i flueix a través dels camps experimentals a la part sud del campus de la Universitat d'Illinois. L'Embarras és un tributari dels sistemes fluvials del Wabash i l'Ohio. L'extrem nord-est de Champaign, la part central del campus de la Universitat, i la part nord d'Urbana són drenats pel Boneyard Creek, que desemboca al Saline Ditch, un afluent dels rius Vermilion i Wabash.
El comtat es divideix administrativament en diversos townships: Ayers, Brown, Champaign, Colfax, Compromise, Condit, Crittenden, Cunningham, East Bend, Harwood, Hensley, Kerr, Ludlow, Mahomet, Newcomb, Ogden, Pesotum, Philo, Rantoul, Raymond, Sadorus, Scott, Sidney, Somer, South Homer, St. Joseph, Stanton, Tolono, Urbana,
Pel que fa a les entitats de població hi ha dues ciutats: Champaign i Urbana. Hi ha diverses viles: Bondville, Broadlands, Fisher, Foosland, Gifford, Homer, Ivesdale, Longview, Ludlow, Mahomet, Ogden, Pesotum, Philo, Rantoul, Royal, Sadorus, Savoy, Sidney, St. Joseph, Thomasboro i Tolono; i una àrea no incorporada: Lake of the Woods.

## Clima i meteorologia
En els últims anys, la temperatura mitjana a la seu del comtat a Urbana ha oscil·lat entre un mínim de 16° F (-9° C) al gener a un màxim de 85° F (29 °C) al juliol, tot i que un mínim històric de -25 °F (-32 °C) es va registrar el gener de 1999 i un rècord de 109° F (43° C) es va registrar el juliol de 1954. La precipitació mitjana mensual oscil·la entre 1,90 polzades (48 mm) al gener a 4,80 polzades (122 mm) al maig.

## Demografia

Piràmide d'edats del cens del 2000 per al comtat de Champaign County amb un grup d'edat molt marcat als 20-24 degut a la presència del campus de la Universitat d'Illinois.

Segons el cens dels Estats Units de 2000 , hi havia 179.669 persones, 70.597 cases, i 39.322 famílies que residien al comtat. La densitat de població és de 180 habitants per milla quadrada (70/km²). Hi havia 75.280 unitats familiars en una densitat mitjana de 76 habitants per milla quadrada (29/km²). El perfil racial del comtat era 78,78% blancs, 11,16% negre o afroamericà, 0,24% natius americans, 6,45% asiàtics, 0,04% illencs pacífics, 1,34% d'altres races, i 1,99% de dues o més races. El 2,90% de la població eren hispans o llatins de qualsevol raça. 23,9% eren d'ascendència alemanya, el 9,6% d'irlandesos, el 8,9% i el 7,4% anglesos segons el cens 2000. El 88,7% només parlava a casa anglès, el 2,9% castellà, mentre que l'1,7% parlava xinès o mandarí i l'1,3% coreà.
Hi havia 70.597 habitatges de les quals 27,20% tenien menors de 18 vivint amb ells, en un 43,60% hi vivien parelles casades, en un 9,20% tenien un cap de família femení solteres i 44,30% no eren unitats familiars. 31,40% de totes les cases van ser composts d'individus i 7,80% tenen alguna persona anciana de 65 anys o més. El nombre mitjà de cada habitatge era de 2,33 i el nombre mitjà de la família era 2,96 .
Al comtat edats la població es repartia de la següent manera un 21,00% tenia menys de 18 anys, un 23,10% entre 18 i 24, un 28,20% de 25 a 44, el 18,00% de 45 a 64, i un 9,70% eren majors de 65 anys o més. La mitjana d'edat era de 29 anys. Per cada 100 dones hi havia 101,10 homes. Per cada 100 dones majors de 18 anys, hi ha 99,70 homes.
La renda mediana per habitatge al comtat era 37.780 $, i la renda mediana per família va ser de 52.591 $. Els homes tenien una renda mediana de 36.844 $ enfront de 26.421 $ per a les dones. La renda per capita pel comtat és de 19.708 $. Prop de 6,90% de les famílies i 16,10% de la població estaven per davall del llindar de pobresa, incloent un 11,80% dels quals eren menors de 18 anys i un 4,90% majors de 65 anys.

Els camps de blat de moro i soja dominen les àrees rurals del Comtat de Champaign (fotografia presa prop de Royal)